# Koznița, Burgas
Koznița (în bulgară Козница) este un sat în comuna Nesebăr, regiunea Burgas,  Bulgaria. 

## Demografie
Componența etnică a satului Koznița
     Bulgari (100%)
     Nicio identificare (0%)
     Altele (0%)
La recensământul din 2011, populația satului Koznița era de 11 locuitori. Din punct de vedere etnic, toți locuitorii erau bulgari.